# کوئینه‌سک (میشیگان)
کوئینه‌سک (به انگلیسی: Quinnesec) یک منطقهٔ مسکونی در ایالات متحده آمریکا است که در شهرستان دیکینسون، میشیگان واقع شده‌است. کوئینه‌سک ۳٫۱ کیلومتر مربع مساحت و ۱٬۱۹۱ نفر جمعیت دارد و ۳۱۷ متر بالاتر از سطح دریا واقع شده‌است.